# Victoria Folayan
Victoria Folayan (27 de maio de 1985) é uma jogadora de rugby sevens estadunidense.

## Carreira
Victoria Folayan integrou o elenco da Seleção Estadunidense Feminina de Rugbi de Sevens, na Rio 2016, que foi 5º colocada.